# جائزة موناكو الكبرى 1979
جائزة موناكو الكبرى 1979 هو سباق فورمولا 1 أقيم بتاريخ 27 مايو 1979 في حلبة موناكو. كان السابع من أصل 15 في بطولة العالم لسباقات الفورمولا واحد موسم 1979. حلّ الجنوب أفريقي جودي شيكتر أولا بينما جاء السويسري كلاي ريجاتسوني في المركز الثاني وحصل على المركز الثالث الأرجنتيني كارلوس ريوتيمان.